# Больница Аделаиды (Дублин)
Больница Аделаиды (ирл. Ospidéal Adelaide) — общая и учебная больница на Питер-стрит, Дублин, Ирландия. В июне 1998 года она была включена в состав больницы Таллахт.

## История
Больница, которая первоначально называлась Adelaide Institution & Protestant Hospital и предназначалась только для пациентов-протестантов, была основана доктором Альбертом Джаспером Уолшем (1815—1880), когда ему было всего 26 лет, в 1839 году. Больница была названа в честь Аделаиды, жены Вильгельма IV. Известные врачи Джон Т. Кирби и Морис Коллес были здесь почётными хирургами. Первое помещение больницы было на Брайд-стрит, 43, и оно существовало там до 1846 года. Затем больница была закрыта на время и, после того как было обеспечено новое финансирование, вновь открыта на Питер-стрит в 1858 году, рядом с двумя медицинскими школами. Одна из них, школа Ледвича, была включена в состав больницы в 1894 году. Основательница Sunbeam House филантроп Люсинда Салливан была первой леди-суперинтендантом больницы с 1872 по 1875 год.
Дом Фетерстонхау в Ратгаре, спроектированный архитектором Джорджем П. Битером (1850—1928) в 1894 году, был построен как дом для выздоравливающих больницы Аделаиды. В 1961 году Церковь Ирландии приобрела дом для своего духовного обучения, а общежитие Divinity переехало туда в 1964 году.
Больница Аделаиды много лет была больницей общего профиля и находилась в авангарде медицинских достижений. Её хартия, которая была одной из последних королевских хартий, выданных в Ирландии, датируется 1920 годом.
Когда в 1930 году была организована Лотерея ирландских больниц для финансирования больниц, Аделаида была единственной больницей в то время, которая не принимала деньги от Больничного фонда, поскольку заведующие не одобряли лотереи.
В июне 1998 года больница была включена в состав больницы Таллахт. Бывшее здание больницы на Питер-стрит было преобразовано в квартиры и офисные помещения, известные как Adelaide Chambers.

## Известные врачи
К известным врачам, которые были связаны с больницей Аделаиды, относятся:
- Доктор Уильям Александр Гиллеспи (1912—2003), начал свою карьеру дежурным в больнице и вернулся в качестве консультанта в 1977 году. Он имел международную репутацию в области госпитальных инфекций[10].
- Доктор Джеймс Литтл[англ.] (1837—1916), врач больницы в течение 46 лет, почти до своей смерти. Он был президентом Королевского колледжа врачей Ирландии[англ.] с 1886 по 1888 год и королевским профессором медицины в Дублине[англ.] с 1898 по 1916 год[11][12].
- Доктор Ричард Дэнсер Пьюрфой (1847—1919) проработал 21 год акушерским хирургом в больнице. Он стал президентом Королевского колледжа хирургов Ирландии[англ.] и одним из ведущих акушеров и гинекологов Ирландии[13].
- Доктор сэр Генри Суонзи (1843—1913) был выдающимся офтальмологом и офтальмохирургом в больнице Аделаиды[14].
- Доктор Элла Уэбб[англ.] (1877—1946), назначенная анестезиологом в 1918 году, была здесь первой женщиной-сотрудником. Она немедленно организовала в больнице амбулаторию для больных детей. Она стала доктором медицины в 1925 году, а затем работала с Кэтлин Линн[англ.] в больнице Св. Ультана, которую основала Линн[15].